# Mindaugas Žukauskas
Pour les articles homonymes, voir Žukauskas.
Mindaugas Žukauskas, né le 24 août 1975 à Šiauliai, est un joueur de basket-ball lituanien, évoluant au poste d'ailier.
Il met fin à sa carrière de joueur en août 2012 et travaille dans l'encadrement du KK Šiauliai.

## Palmarès

### Club
- Euroligue 1999
- Final Four de l'Euroligue 2003, 2004
- Coupe des Coupes 1998
- Coupe Saporta 2002
- champion de la NEBL - 1999
- Champion de Lituanie 1998, 1999
- Champion de Slovénie 2001
- Champion d'Italie 2004

### Équipe nationale
- Jeux olympiques d'été
  -  Médaille de bronze des Jeux olympiques de 1996 d'Atlanta
- championnat d'Europe de basket-ball
  -  Médaille d'or du championnat d'Europe de basket-ball 2003 en Suède